# Ada (općina)
Općina Ada je jedna od općina u Republici Srbiji. Nalazi se u AP Vojvodini i spada u Sjevernobanatski okrug. Po podacima iz 2004. općina zauzima površinu od 227 km² (od čega na poljoprivrednu površinu otpada 20.132 ha, a na šumsku 235 ha). Centar općine je grad Ada. Općina Ada se sastoji od 5 naselja. Po podacima iz 2002. godine u općini je živjelo 18.994 stanovnika, a prirodni priraštaj je iznosio -6,8 %. Po podacima iz 2004. broj zaposlenih u općini iznosi 4.639 ljudi. U općini se nalazi 5 osnovnih i 1 srednja škola.

## Naseljena mjesta
- Ada
- Mol
- Obornjača
- Sterijino
- Utrine

## Etnička struktura
- Mađari - 14.558 (76,64%)
- Srbi - 3.324 (17,5%)
- Romi - 277 (1,45%)
- Jugoslaveni - 275 (1,44%)
- ostali

Sva naseljena mjesta imaju većinsko mađarsko stanovništvo.